# Théâtre du Vieux-Colombier
El Théâtre du Vieux-Colombier és una sala d'espectacles situada en el número 21 del carrer du Vieux-Colombier, en el 6è districte de París.
El teatre va ser creat per Jacques Copeau en el vell Athénée-Saint-Germain. Va escollir el nom de Théâtre du Vieux-Colombier pel carrer, per tal de facilitar al públic la seva localització. Un empedrat de l'església de San Miniato de Florència, figurant-hi dos coloms, li va servir de model per l'emblema del teatre.
Deixat de la mà de Déu després d'anar-se'n Marthe Mercadier, qui el va dirigir una època, va ser amenaçat de desaparèixer el 1975. Els actors es van mobilitzar davant del teatre. El 1978 fou declarat monument històric i el 1986 fou rescatat per l'Estat. Actualment forma parts de les sales de la Comédie-Française.

## Estrenes
- 1960. Christobal de Lugo, original de Loys Masson.
- 1960. Les cochons d'Inde, original d'Yves Jamiaque.
- 1960. À vous Wellington, original de Willis Hall.
- 1961. Arden de Faversham.
- 1961. Les behohenes, original de Jean Cosmos i Jean-Pierre Darras.